# 조지 웰스 비들
조지 웰스 비들(영어: George Wells Beadle, 1903년 10월 22일 ~ 1989년 6월 9일)은 미국의 유전학자이다. 1958년에 특정 화학반응을 조절하는 유전자 기능에 관한 연구로 에드워드 로리 테이텀, 조슈아 레더버그와 함께 노벨 생리학·의학상을 수상했다.

## 수상 경력
- 1950년 : 앨버트 래스커 기초 의학 연구상
- 1958년 : 노벨 생리학·의학상
- 1984년 : 토머스 헌트 모건 메달

## 회원
- 왕립학회 외국인 회원[1]

## 참고 문헌
- Paul Berg and Maxine Singer. George Beadle: An Uncommon Farmer. The Emergence of Genetics in the 20th Century. Cold Springs Harbor Laboratory Press, 2003. ISBN 0-87969-688-5
- Key Participants: George Beadle 보관됨 2012-03-28 - 웨이백 머신 - It's in the Blood! A Documentary History of Linus Pauling, Hemoglobin, and Sickle Cell Anemia